# Dixie Evans

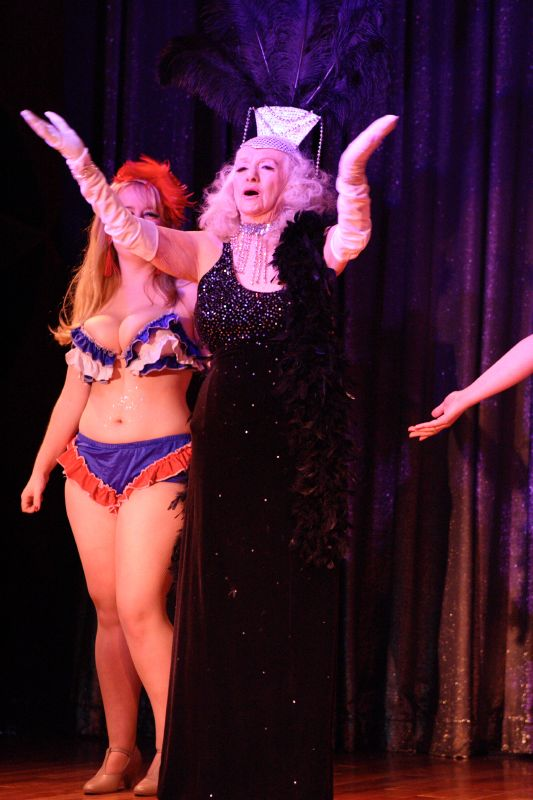
Dixie Evans bei der Wahl der Miss ExoticWorld (2006)

Dixie Evans (* 28. August 1926 in Long Beach, Kalifornien; † 3. August 2013 in Las Vegas, Nevada; eigentlich Mary Lee Evans) war eine US-amerikanische Burlesque-Tänzerin, Schauspielerin und Stripperin. Bekanntheit erlangte sie als Double der Schauspielerin Marilyn Monroe. Evans war die Gründerin der Burlesque Hall of Fame, dem weltweit größten Museum des Burlesque, New Burlesque und Striptease.

## Leben und Karriere
Dixie Evans wuchs in einem streng katholischen Elternhaus auf. Ihr Vater starb, als sie 11 Jahre alt war. Mit 17 verließ Evans die Schule und arbeitete als Telefonistin.
Nachdem sie als Pin-up-Girl für Magazine posierte, trat sie ab 1942 in einem Zirkus als Haremstänzerin und Assistentin eines Löwenbändigers auf. Ab 1950 arbeitete sie in San Francisco als Assistentin am Theater und später als Animierdame in einem Club. In diesem Club trat Dixie Evans später auch als Tänzerin auf und ging mit ihrer Bühnenshow in vielen Großstädten der USA auf Tournee.
1952 wurde sie von Harold Minsky entdeckt, der ein bekannter Veranstalter war. Von da an imitierte Evans in ihren Burlesque-Shows Marilyn Monroe. Durch ihre Ähnlichkeit mit der Schauspielerin bekam sie zahlreiche Auftritte und wurde als The Marilyn Monroe of Burlesque in den USA berühmt. Die Shows waren bekannten Szenen aus Monroe-Filmen nachempfunden. Evans imitierte Monroes Frisuren und Make-up, sang Playback zu ihren Liedern und trug Kopien von Monroes Kleidern, die sie beim erotischen Tanz ablegte. Nachdem Marilyn Monroe 1962 verstorben war, gingen Evans Engagements zurück und sie bekam Alkoholprobleme. Schließlich heiratete sie einen Boxer und ging mit ihm nach New Jersey. Sie zog sich aus dem Showgeschäft zurück und wurde Hausfrau. Nach ihrer Scheidung (sie war später noch viermal verheiratet), ging Dixie Evans nach Miami Beach und begann wieder zu strippen.
Ab 1969 lebte Evans auf den Bahamas und wurde kurzzeitig Hotelmanagerin, da sie mittlerweile mit Anfang Vierzig zu alt für das Showgeschäft war.

## Burlesque Hall of Fame

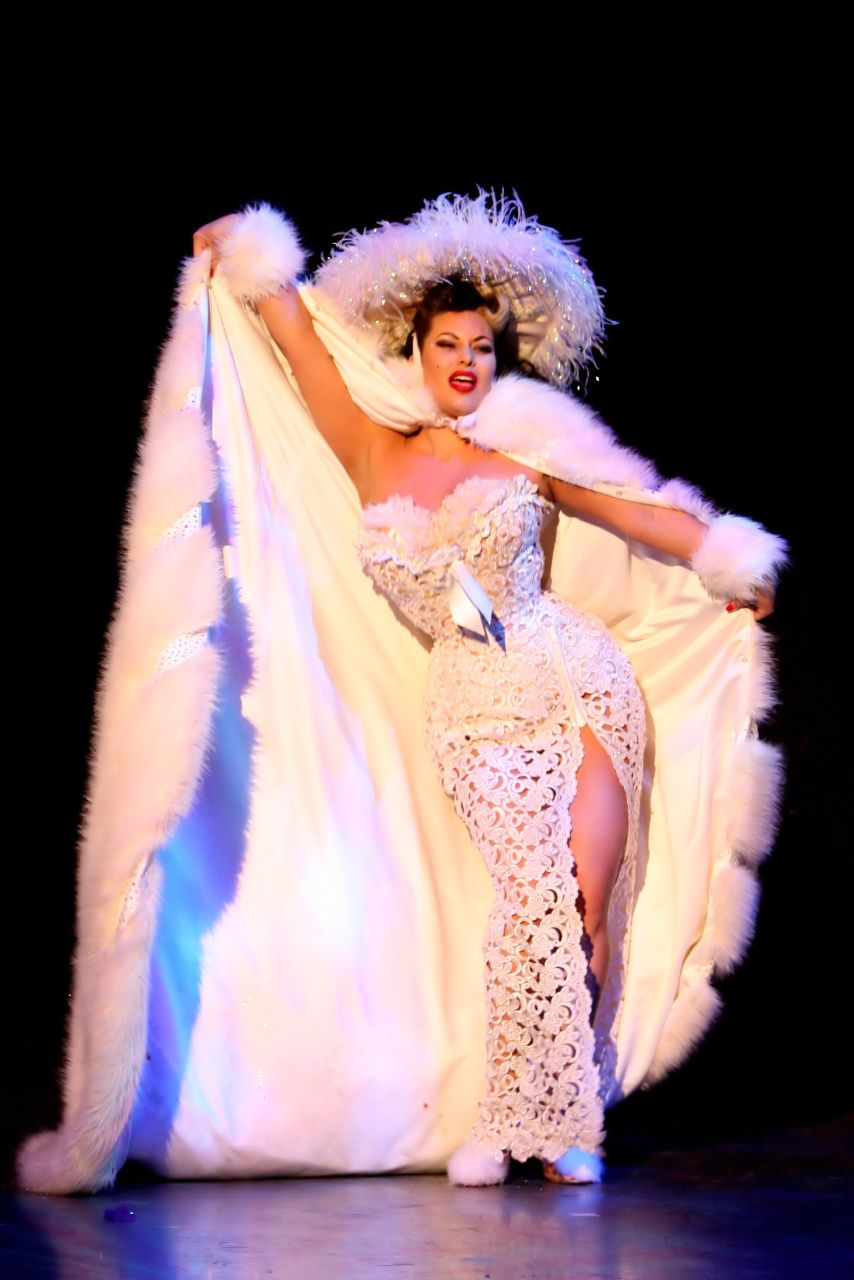
Immodesty Blaize bei der Miss Exotic World Pageant (2007)

Dixie Evans zog 1991 auf eine ehemalige Farm in Helendale bei Los Angeles, die der Ehemann von Jennie Lee („The Bazoom Girl“), einer Kollegin von Dixie Evans, gekauft hatte. Als Jennie Lee 1990 verstarb hinterließ sie Evans einen großen Fundus an Kostümen und Ausstattungen. Mit diesem Nachlass eröffnete sie 1992 das Exotic World Burlesque Museum.
Das Museum heißt mittlerweile Burlesque Hall of Fame und befindet sich heute in Las Vegas und zeigt die weltweit größte Sammlung von Requisiten aus den Bereichen Burlesque, New Burlesque und Striptease. In der Ruhmeshalle des Museums wurden zahlreiche berühmte Burlesque-Tänzerinnen, wie Tempest Storm, Bettie Page, Gypsy Rose Lee, Chesty Morgan oder Lili St. Cyr aufgenommen, aber auch Schauspielerinnen mit erotischem Image, wie Josephine Baker, Theda Bara, Yvonne De Carlo, Diana Dors, Jayne Mansfield, Mamie Van Doren oder Mae West. Die Sammlung beinhaltet auch Hinterlassenschaften von Marilyn Monroe.
Das Museum betreut die Vereinigung Exotic Dancers' League of America und veranstaltet jährlich die Miss Exotic World Pageant and Striptease Reunion. Diese Wohltätigkeitsveranstaltung umfasst eine Tagung sowie einen Festzug. Bei einer anschließenden Show werden Prominente und Burlesque-Tänzerinnen, wie Tura Satana oder Immodesty Blaize geehrt. Schauspielerinnen, wie Margaret Cho führen als Moderatoren durch die Show.
Am 3. August 2013 starb sie im Alter von 86 Jahren nach einem Schlaganfall Anfang des Jahres.

## Filmografie
- 1950: Too Hot to Handle
- 1996: The Unveiling
- 2001: Rewind America
- 2001: SexTV, Folge: Burlesque/Beyond Gender/Peaches
- 2004: Striptease: The Greatest Exotic Dancers of All Time
- 2005: Pretty Things
- 2006: SexTV, Folge: Sex Collectors/Yokohama Mary
- 2008: Bump & Grind: The Making of a Burlesque Diva

Dokumentation über Dixie Evans:
- 1996: Der Schatten von Marilyn Monroe. Porträt der Doppelgängerin Dixie Evans